# Limoeiro do Norte (ort)
Limoeiro do Norte är en ort i Brasilien.   Den ligger i kommunen Limoeiro do Norte och delstaten Ceará, i den östra delen av landet, 1 600 km nordost om huvudstaden Brasília. Limoeiro do Norte ligger 35 meter över havet och antalet invånare är 29 449.
Terrängen runt Limoeiro do Norte är platt. Limoeiro do Norte är det största samhället i trakten. 
Omgivningarna runt Limoeiro do Norte är huvudsakligen savann. Runt Limoeiro do Norte är det ganska tätbefolkat, med 75 invånare per kvadratkilometer.